# Катараево
Катараево — деревня Полибинского сельсовета Данковского района Липецкой области.

## География
Катараево находится на левом берегу реки Дон. На севере граничит с селом Дубки, на юге — с селом Хитрово.
В деревне имеется одна улица — Центральная.

## Население
| 1859 | 1906 | 2010 |
| ---- | ---- | ---- |
| 435  | ↗552 | ↘9   |